# Limnephilus hamifer
Limnephilus hamifer is een schietmot uit de familie Limnephilidae. De soort komt voor in het Neotropisch gebied.